# Asphalt Street Storm
Asphalt Street Storm, est le troisième spin-off et le quatorzième épisode de la série Asphalt. Il est axé sur les courses de dragster, comme la série CSR Racing, ce qui le distingue des versions précédentes.

## Description
Dans le document de présentation aux investisseurs 2016 de Gameloft, on peut voir une Toyota FT-1 jaune aux côtés d'une Chevrolet Camaro ZL1 2012, d'une BMW M4 GTS et d'une Lamborghini Aventador LP700-4 dans les illustrations promotionnelles d'Asphalt Street Storm Racing. Cependant, en raison des problèmes de licence de Toyota, le FT-1 n'a pas été ajouté au jeu.

### Sites
Le jeu ne comporte que trois lieux, qui ont tous un nombre déterminé de courses à effectuer pour passer au lieu suivant. Les lieux sont les suivants :
- New York (16 courses).
- Paris (20 courses en carrière).
- Hong Kong (20 courses)[1].